# Reassumering
Inden for erhvervsjura er reassumering eller reassumption en midlertidig genoptagelse af en sag (udsagnsord: "reassumere").
Reassumering kan ske hvis der efter en likvidation eller opløsning af et selskab viser sig at være yderligere tilknyttede aktiver.
I Danmark var reassumering reguleret i Aktieselskabslovens § 125 og Anpartsselskabslovens § 58.
Hjemlen findes nu i Selskabslovens § 235.
Genoptagelsen retter sig mod bobehandlingen, ikke etableringen af virksomheden på ny.